# Kainoholmen
Kainoholmen är en ö i Finland. Den ligger i Perho å och i kommunen Kronoby i den ekonomiska regionen  Jakobstadsregionen  och landskapet Österbotten, i den centrala delen av landet, 400 km norr om huvudstaden Helsingfors. Öns area är 0,6 hektar och dess största längd är 200 meter i sydväst-nordöstlig riktning.